# Jean-Pierre Jaussaud

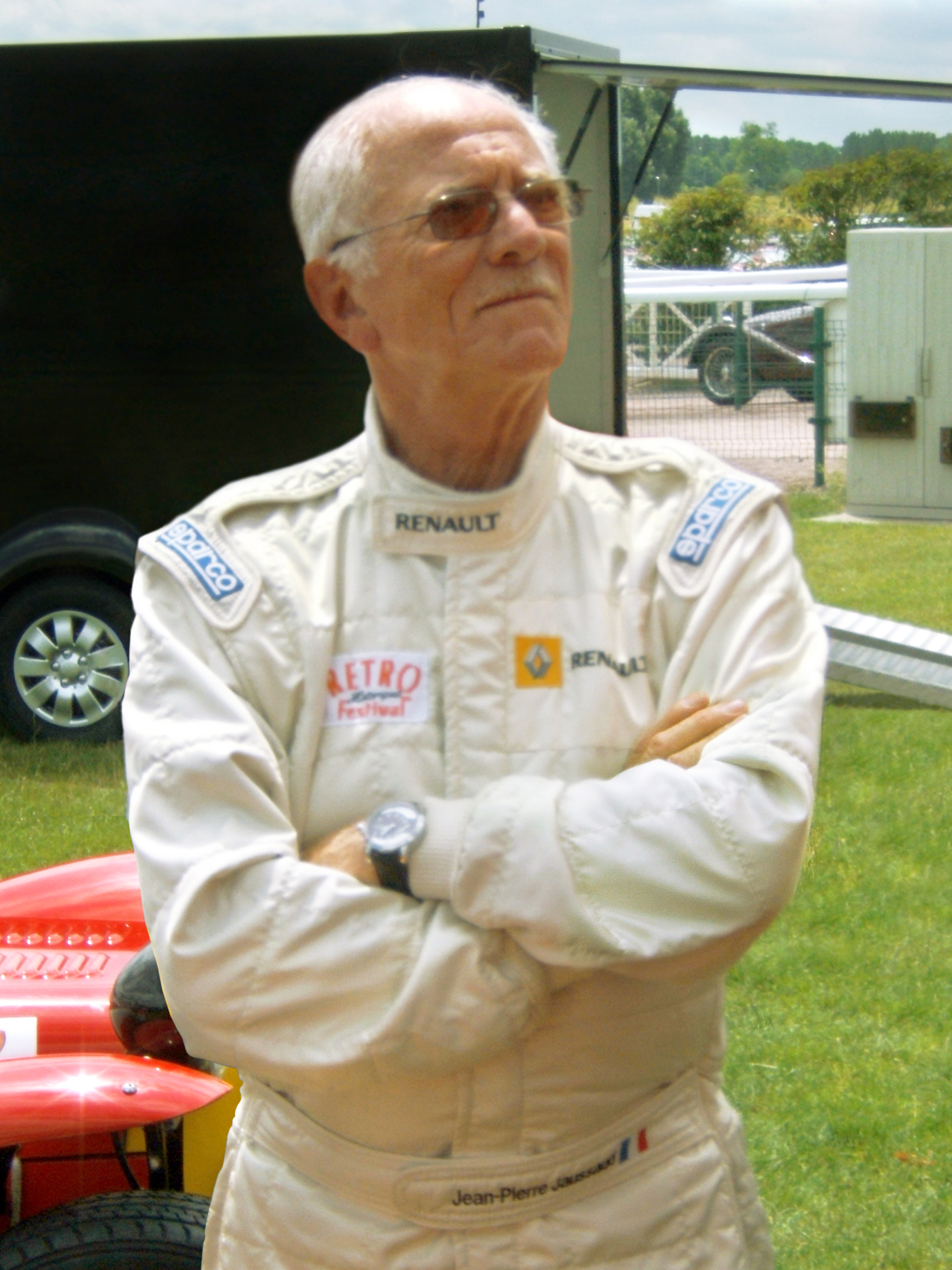
Jean-Pierre Jaussaud 2009

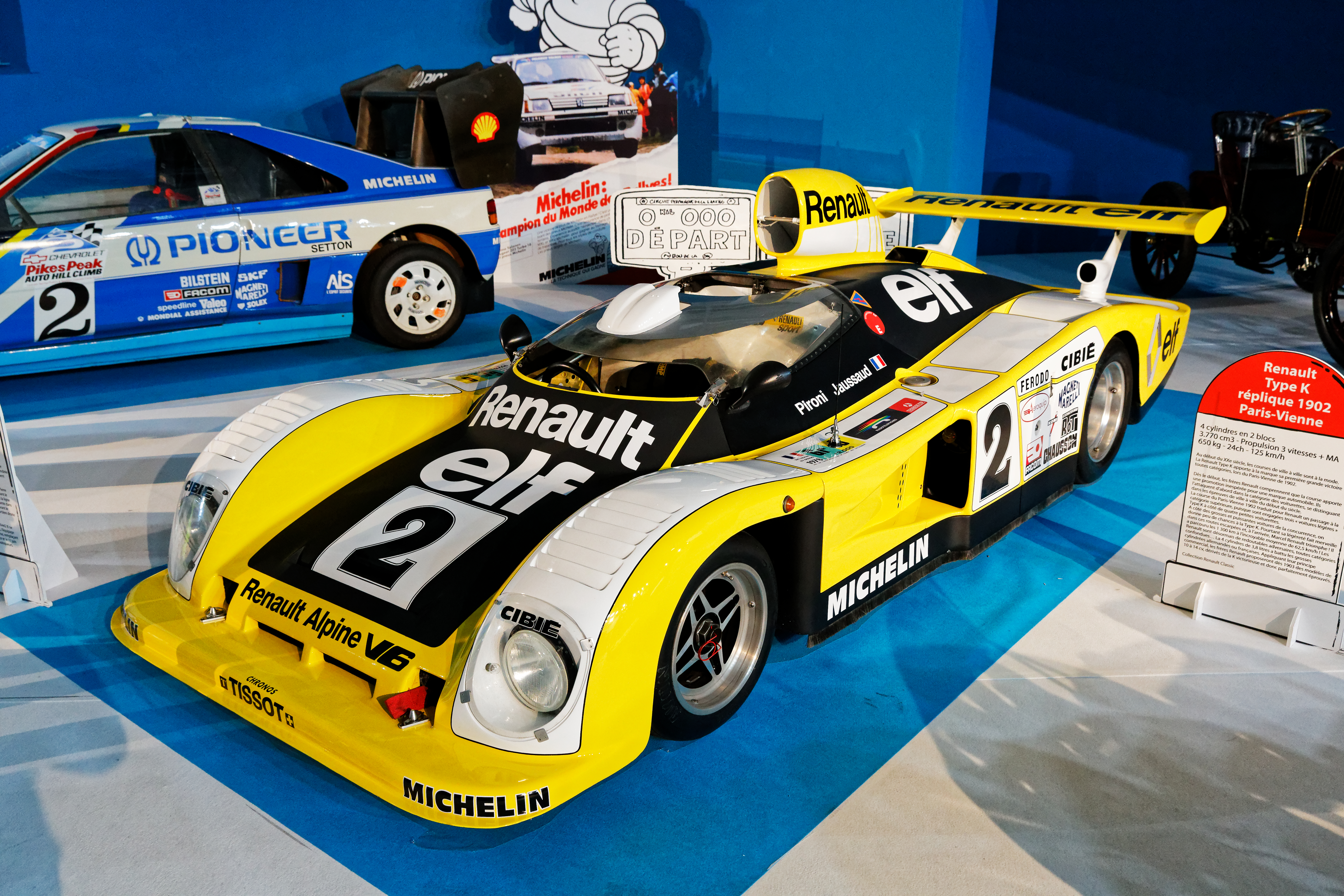
Alpine A442B; Siegerwagen des 24-Stunden-Rennens von Le Mans 1978

Jean-Pierre Gérard „Papy“ Jaussaud (* 3. Juni 1937 in Caen; † 22. Juli 2021 ebenda) war ein französischer Automobilrennfahrer und zweifacher Sieger der 24 Stunden von Le Mans.

## Karriere
Jean-Pierre Jaussaud war in den 1980er-Jahren in Frankreich ein sehr populärer Rennfahrer, das lag vor allem an seinen beiden Gesamtsiegen beim 24-Stunden-Rennen von Le Mans 1978 und 1980.
Seine Rennkarriere begann der Franzose 1964 nach dem Besuch einiger Rennschulen, als er mit der Hilfe von Shell-Sponsorgeld in die französische Formel-3-Meisterschaft einstieg. 1965 bekam er einen Werksvertrag bei Matra und wurde hinter seinem Teamkollegen Jean-Pierre Beltoise auf einem Matra MS5 Zweiter in der Meisterschaft. Jaussaud blieb bis Ende 1966 bei Matra. 1970 gewann er die französische Formel-3-Meisterschaft auf einem Tecno.
1971 wechselte Jaussaud in die Formel 2. Er fuhr einen March 712 für das Team Shell Arnold und wechselte 1972 zu Brabham. In der Meisterschaft musste er sich Ende der Saison nur dem ehemaligen britischen Motorradweltmeister Mike Hailwood geschlagen geben. Trotz guter Kontakte schaffte es Jaussaud nicht in ein Formel-1-Cockpit, und da er in weiteren Saisons in der Formel 2 keinen Sinn sah, beendete er seine Monopostokarriere und fuhr jetzt Sportwagenrennen. Obendrein trat er sporadisch bei der Rallye Paris-Dakar, bei Eisrennen und Rallycross-Läufen an. 
1976 wurde er Werksfahrer bei Renault Alpine. 1978 gewann er gemeinsam mit Didier Pironi das 24-Stunden-Rennen von Le Mans – ein großer Triumph, der auch außerhalb der Motorsportszene in Frankreich wahrgenommen wurde und die beiden Piloten zu Nationalhelden machte. 1979 wurde er französischer Tourenwagenmeister und gewann 1980 mit Jean Rondeau zum zweiten Mal in Le Mans. 1992 beendete Jaussaud seine Rennkarriere und wurde Renninstrukteur. Viele Jahre betrieb er in Langrune-sur-Mer eine Rennfahrerschule, die heute von seinem Sohn geleitet wird.
Er starb im Juli 2021.

## Statistik

### Le-Mans-Ergebnisse
| Jahr | Team                        | Fahrzeug      | Teamkollege           | Teamkollege       | Platzierung | Ausfallgrund      |
| ---- | --------------------------- | ------------- | --------------------- | ----------------- | ----------- | ----------------- |
| 1966 | Matra Sports Srl.           | Matra MS620   | Henri Pescarolo       |                   | Ausfall     | Ölpumpe           |
| 1967 | Equipe Matra Sports         | Matra MS630   | Henri Pescarolo       |                   | Ausfall     | Aufhängung        |
| 1973 | Equipe Matra Simca Shell    | Matra MS670B  | Jean-Pierre Jabouille |                   | Rang 3      |                   |
| 1974 | Equipe Gitanes              | Matra MS670B  | Bob Wollek            | José Dolhem       | Ausfall     | Motorschaden      |
| 1975 | Gulf Research Racing Co.    | Gulf GR8      | Vern Schuppan         |                   | Rang 3      |                   |
| 1976 | Inaltera                    | Inaltera LM   | Jean Rondeau          | Christine Beckers | Rang 21     |                   |
| 1977 | Renault Sport               | Alpine A442   | Patrick Tambay        |                   | Ausfall     | Motorschaden      |
| 1978 | Renault Sport               | Alpine A442B  | Didier Pironi         |                   | Gesamtsieg  |                   |
| 1979 | Grand Touring Cars Inc.     | Ford M10      | Vern Schuppan         | David Hobbs       | Ausfall     | Unfall            |
| 1980 | Jean Rondeau ITT Le Point   | Rondeau M379B | Jean Rondeau          |                   | Gesamtsieg  |                   |
| 1981 | Otis Jean Rondeau           | Rondeau M379C | Jean Rondeau          |                   | Ausfall     | Chassis gebrochen |
| 1982 | Automobiles Jean Rondeau    | Rondeau M382C | Henri Pescarolo       |                   | Ausfall     | Motorschaden      |
| 1983 | Ford Concessionaires France | Rondeau M482  | Philippe Streiff      |                   | Ausfall     | Ölleck            |

### Einzelergebnisse in der Sportwagen-Weltmeisterschaft
| Saison | Team                       | Rennwagen                 | 1   | 2   | 3   | 4   | 5   | 6   | 7   | 8   | 9   | 10  | 11  | 12  | 13  | 14  | 15  | 16  | 17  |
| ------ | -------------------------- | ------------------------- | --- | --- | --- | --- | --- | --- | --- | --- | --- | --- | --- | --- | --- | --- | --- | --- | --- |
| 1966   | Matra                      | Matra MS620               | DAY | SEB | MON | TAR | SPA | NÜR | LEM | MUG | CCE | HOK | SIM | NÜR | ZEL |     |     |     |     |
| 1966   | Matra                      | Matra MS620               |     |     | DNF |     |     |     | DNF |     |     |     |     |     |     |     |     |     |     |
| 1967   | Matra                      | Matra MS630               | DAY | SEB | MON | SPA | TAR | NÜR | LEM | HOK | MUG | BRH | CCE | ZEL | OVI | NÜR |     |     |     |
| 1967   | Matra                      | Matra MS630               |     |     |     | DNF |     |     |     |     |     |     |     |     |     |     |     |     |     |
| 1973   | Matra                      | Matra MS670               | DAY | VAL | DIJ | MON | SPA | TAR | NÜR | LEM | ZEL | WAT |     |     |     |     |     |     |     |
| 1973   | Matra                      | Matra MS670               |     |     |     |     | 3   |     |     |     |     |     |     |     |     |     |     |     |     |
| 1974   | Ligier Matra               | Ligier JS2 Matra MS670    | MON | SPA | NÜR | IMO | LEM | ZEL | WAT | LEC | BRH | KYA |     |     |     |     |     |     |     |
| 1974   | Ligier Matra               | Ligier JS2 Matra MS670    |     |     |     | 13  | DNF | DNF |     |     |     |     |     |     |     |     |     |     |     |
| 1975   | Sociéte ROC                | Lola T292                 | DAY | MUG | DIJ | MON | SPA | PER | NÜR | ZEL | WAT |     |     |     |     |     |     |     |     |
| 1975   | Sociéte ROC                | Lola T292                 | 19  |     |     |     |     |     |     |     |     |     |     |     |     |     |     |     |     |
| 1976   | ROC                        | Chevron B36               | MUG | VAL | NÜR | MON | SIL | IMO | NÜR | ZEL | PER | WAT | MOS | DIJ | DIJ | SAL |     |     |     |
| 1976   | ROC                        | Chevron B36               |     |     |     |     |     |     |     |     |     | 7   |     |     |     |     |     |     |     |
| 1977   | ROC                        | Chevron B36 Chevron B31   | DAY | MUG | DIJ | MON | SIL | NÜR | VAL | PER | WAT | EST | LEC | MOS | IMO | SAL | BRH | HOK | VAL |
| 1977   | ROC                        | Chevron B36 Chevron B31   |     |     | DNF |     |     |     |     |     |     |     | 3   |     |     |     |     |     |     |
| 1978   | Alpine                     | Alpine A442               | DAY | SEB | MUG | TAL | DIJ | SIL | NÜR | LEM | MIS | DAY | WAT | VAL | ROD |     |     |     |     |
| 1978   | Alpine                     | Alpine A442               |     |     |     |     | 1   |     |     |     |     |     |     |     |     |     |     |     |     |
| 1979   | Grand Touring Cars Elvia   | Ford M10 Triumph Dolomite | DAY | SEB | MUG | TAL | DIJ | RIV | SIL | NÜR | LEM | PER | DAY | WAT | SPA | BRH | ROA | VAL | ELS |
| 1979   | Grand Touring Cars Elvia   | Ford M10 Triumph Dolomite |     |     |     |     |     |     |     |     | DNF |     |     |     | DNF |     |     |     |     |
| 1980   | Jean Rondeau Team Willeme  | Rondeau M379 Ford Capri   | DAY | BRH | SEB | MUG | MON | RIV | SIL | NÜR | LEM | DAY | WAT | SPA | MOS | ROA | VAL | DIJ |     |
| 1980   | Jean Rondeau Team Willeme  | Rondeau M379 Ford Capri   |     |     |     |     |     |     |     |     | 1   |     |     | 11  |     |     |     |     |     |
| 1981   | Jean Rondeau Eminence R.T. | Rondeau M379 Ford Capri   | DAY | SEB | MUG | MON | RIV | SIL | NÜR | LEM | PER | DAY | WAT | SPA | MOS | ROA | BRH |     |     |
| 1981   | Jean Rondeau Eminence R.T. | Rondeau M379 Ford Capri   |     |     |     |     |     |     |     | DNF |     |     |     | DNF |     |     |     |     |     |
| 1982   | Automobiles Rondeau        | Rondeau M382              | MON | SIL | NÜR | LEM | SPA | MUG | FUJ | BRH |     |     |     |     |     |     |     |     |     |
| 1982   | Automobiles Rondeau        | Rondeau M382              |     |     |     | DNF | 8   |     |     |     |     |     |     |     |     |     |     |     |     |
| 1983   | Ford France Cheetah Cars   | Rondeau M482 Cheetah G603 | MON | SIL | NÜR | LEM | SPA | FUJ | KYA |     |     |     |     |     |     |     |     |     |     |
| 1983   | Ford France Cheetah Cars   | Rondeau M482 Cheetah G603 |     |     |     | DNF | DNF |     |     |     |     |     |     |     |     |     |     |     |     |
| 1987   | Noël del Bello             | Sauber C8                 | JAR | JER | MON | SIL | LEM | NÜN | BRH | NÜR | SPA | FUJ |     |     |     |     |     |     |     |
| 1987   | Noël del Bello             | Sauber C8                 |     |     |     |     | DNF |     |     |     |     |     |     |     |     |     |     |     |     |